# Kathrin Schweinberger
Kathrin Schweinberger (Jenbach, 29 oktober 1996) is een Oostenrijkse wielrenster die sinds 2025 voor de wielerploeg Human Powered Healt rijdt.

## Carrière
In 2018 en 2019 reed ze voor Health Mate-Cyclelive, in 2020 en 2021 voor Doltcini-Van Eyck Sport. Haar tweelingzus Christina Schweinberger is ook wielrenster. Van 2018 tot en met 2021 reden ze voor dezelfde ploeg.
In 2013 en 2014 won Kathrin Schweinberger al nationale titels bij de junioren. In 2020 en 2021 won ze bij de elite het Oostenrijks kampioenschap wielrennen op de weg. Samen met haar zus Christina werd ze vijfde in de ploegenestafette tijdens de Europese kampioenschappen wielrennen 2021. Twee weken later werden ze in deze discipline twaalfde op de wereldkampioenschappen wielrennen 2021.
Op de baan won Schweinberger meerdere medailles op de NK tussen 2013-2015 en 2020-2022. In 2022 nam ze deel aan de EK in München, haar beste uitslag waren twaalfde plaatsen bij de koppelkoers en de scratch.

## Palmares

### Op de baan
| Jaar      | AK                                                            | EK                                          | WK             | Overige        |
| Als elite | Als elite                                                     | Als elite                                   | Als elite      | Als elite      |
| --------- | ------------------------------------------------------------- | ------------------------------------------- | -------------- | -------------- |
| 2013      | 500m tijdrit · omnium · scratch · achtervolging · puntenkoers |                                             |                |                |
| 2014      | 500m tijdrit · omnium · puntenkoers · scratch · achtervolging |                                             |                |                |
| 2015      | 500m tijdrit · omnium · scratch                               |                                             |                |                |
| 2016-2019 | Geen deelnames                                                | Geen deelnames                              | Geen deelnames | Geen deelnames |
| 2020      | omnium · achtervolging · puntenkoers · scratch                |                                             |                |                |
| 2021      | koppelkoers · omnium · puntenkoers · scratch                  |                                             |                |                |
| 2022      | koppelkoers · omnium · puntenkoers · scratch · afvalkoers     | 12e koppelkoers 12e scratch 13e puntenkoers |                |                |

### Op de weg
2013
 Oostenrijks kampioen tijdrijden, junior
 Oostenrijks kampioenschap op de weg, junior
2014
 Oostenrijks kampioen op de weg, junior
 Oostenrijks kampioen tijdrijden, junior
2018
2e etappe Ronde van Uppsala
2019
 Oostenrijks kampioenschap op de weg, elite
2020
 Oostenrijks kampioen op de weg, elite
2021
 Oostenrijks kampioen op de weg, elite
2022
 Oostenrijks kampioenschap op de weg, elite
2023
 Oostenrijks kampioenschap op de weg, elite
2024
Dwars door de Westhoek
2025
 Oostenrijks kampioen op de weg, elite

#### Resultaten in voornaamste wedstrijden
|      | \| Jaar \| Gent-Wevelgem \| Ronde van Vlaanderen \| Parijs-Roubaix \| Luik-Bast.‑Luik \| Scheldeprijs \| Dwars door de Westhoek \| Flanders Diamond Tour \| \| WK op de weg \| \| ---- \| ------------- \| -------------------- \| -------------- \| --------------- \| ------------ \| ---------------------- \| --------------------- \| \| ------------ \| \| 2017 \| \| \| \| \| \| 25e \| \| \| opgave \| \| 2018 \| \| \| \| opgave \| \| \| Zilver \| \| \| \| 2019 \| 97e \| 71e \| \| \| \| 16e \| 5e \| \| opgave \| \| 2020 \| 92e \| opgave \| \| \| \| \| \| \| \| \| 2021 \| 52e \| 33e \| buit.tijd \| \| 24e \| 13e \| 21e \| \| opgave \| \| 2022 \| \| \| opgave \| \| 23e \| \| \| \| \| \| 2023 \| \| \| 71e \| \| 7e \| 4e \| Zilver \| \| 38e \| \| 2024 \| 61e \| \| 33e \| \| \| Goud \| Brons \| \| opgave \| \| 2025 \| \| \| 74e \| \| 5e \| \| \| \| \| |                      |                |                 |              |                        |                       |  |              |
| Jaar | Gent-Wevelgem | Ronde van Vlaanderen | Parijs-Roubaix | Luik-Bast.‑Luik | Scheldeprijs | Dwars door de Westhoek | Flanders Diamond Tour |  | WK op de weg |
| 2017 | |                      |                |                 |              | 25e                    |                       |  | opgave       |
| 2018 | |                      |                | opgave          |              |                        | Zilver                |  |              |
| 2019 | 97e | 71e                  |                |                 |              | 16e                    | 5e                    |  | opgave       |
| 2020 | 92e | opgave               |                |                 |              |                        |                       |  |              |
| 2021 | 52e | 33e                  | buit.tijd      |                 | 24e          | 13e                    | 21e                   |  | opgave       |
| 2022 | |                      | opgave         |                 | 23e          |                        |                       |  |              |
| 2023 | |                      | 71e            |                 | 7e           | 4e                     | Zilver                |  | 38e          |
| 2024 | 61e |                      | 33e            |                 |              | Goud                   | Brons                 |  | opgave       |
| 2025 | |                      | 74e            |                 | 5e           |                        |                       |  |              |

## Ploegen
- 2018 –  Health Mate-Cyclelive
- 2019 –  Health Mate-Cyclelive
- 2020 –  Doltcini-Van Eyck Sport
- 2021 –  Doltcini-Van Eyck-Proximus
- 2022 –  Ceratizit-WNT
- 2023 –  Ceratizit-WNT
- 2024 –  CERATIZIT-WNT Pro Cycling
- 2025 –  Human Powered Health

Alessio · Alonso · Archibald · Asencio · Brauße · Brennauer(tot 21/8) · Confalonieri · Eberle · Fidanza · Lach · Nilsson · Salazar · Schweinberger · Seidel · Teutenberg · Vieceli
Alonso · Archibald · Arzuffi · Asencio · Berton · Brauße · Eberle · A. Fidanza · M. Fidanza · Gill · Kerbaol · Lach · Nilsson · Schweinberger · Teutenberg · De Zoete
Alonso · Archibald · Arzuffi · Asencio · Berton · Brauße · Eberle · A. Fidanza · M. Fidanza · Jaskulska · Kerbaol · Lach · Schweinberger · Teutenberg · De Zoete
Blanco · Borghesi · Cipressi · Coles-Lyster · Edwards · Grossetête · de Jong · Kasper · Malcotti · Mitterwallner · D. Pikulik · W. Pikulik · Raaijmakers · Ragusa · Schweinberger · Williams · Zanardi